# 谢圣纶
谢圣纶（1709年？—1773年？），字研溪，清代福建建宁人。
生卒年不详。乾隆六年（1741年）顺天乡试举人。三十九歲時，国子监教习期满，选授天柱（貴州）知县。五年後，移官雲南。乾隆十七年（1752年），歷官大理府雲南（今祥云县）知县、代理宾川知州、丽江府通判主政维西，其間曾代理柳霁县知县等。乾隆二十六年，因祖父去世，辭官還鄉。遂不復出。約卒於乾隆三十八年（1773年）。著有《滇黔志略》30卷。